# Zuolong

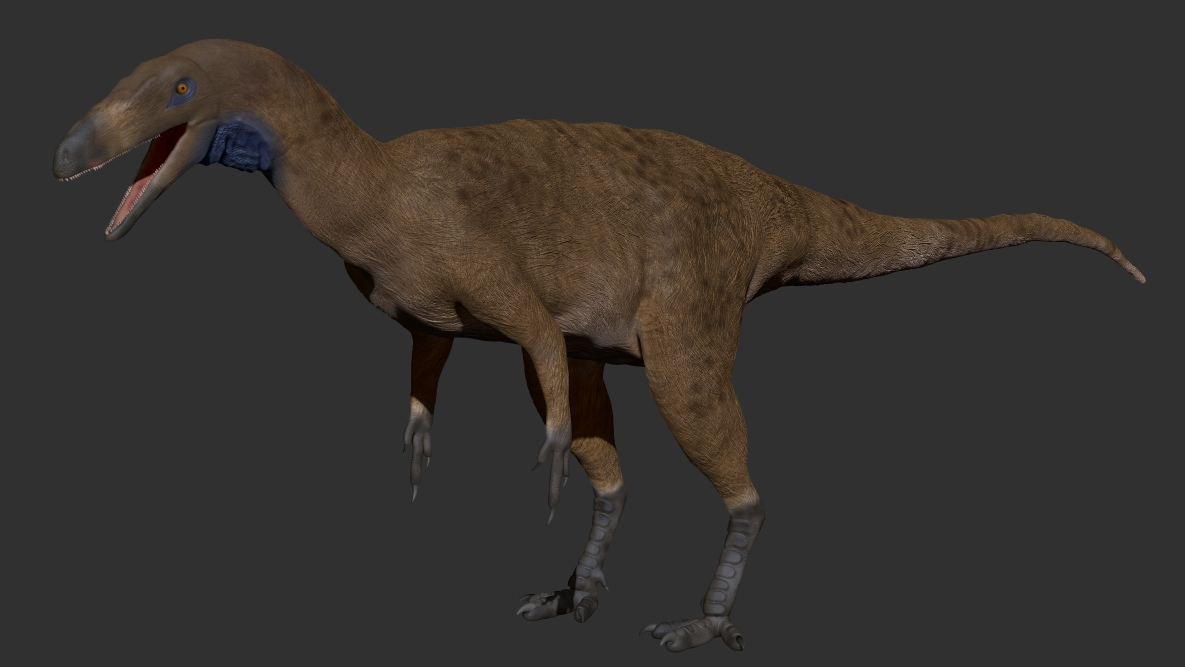
Modelo 3D de um Zuolong salleei.

Zuolong (dragão de Zuo) é um gênero (biologia) de dinossauro coelurossauro que existiu no que hoje é Wucaiwan, na China durante o período Jurássico Superior (estágio Oxfordiano). Foi encontrado na Formação Shishugou, Xinjiang, China. A espécie-tipo que define o táxon é denominada Zuolong salleei.

## Descoberta
O holótipo fóssil de Zuolong, denominado IVPP V15912, trata-se de um esqueleto parcial com crânio, descoberto em 2001 na China, na parte superior da Formação Shishugou de Xinjiang. Era um animal subadulto que media aproximadamente 3,1 metros de comprimento e pesava cerca de 35 quilos. Zuolong foi nomeado por Jonah N. Choiniere, James M. Clark, Catherine A. Forster e Xu Xing em 2010, e a espécie-tipo é Zuolong salleei. O nome genérico homenageia o general Zuo Zongtang, que assegurou Xinjiang para a China no século XIX. O nome específico homenageia Hilmar Sallee, cujo legado ajudou a financiar a pesquisa. A idade específica para o espécime do holótipo é 161,2 a 155,2 milhões de anos atrás. O holótipo é considerado por Thomas R. Holtz Jr. como quase certamente de um terópode juvenil.

## Descrição
Em 2016, Gregory S. Paul estimou o comprimento de Zuolong em 3 metros (9,8 pés) e seu peso em 60 quilogramas. A amostra provavelmente é de um animal jovem e, comparado há muitos achados, é bem completa.

## Classificação
Zuolong foi um coelurossauro primitivo, possivelmente o mais primitivo conhecido. Em 2019, considerou-se que este é um membro do clado Tyrannoraptora em uma politomia com Tyrannosauroidea e Maniraptoromorpha.